# Plastination

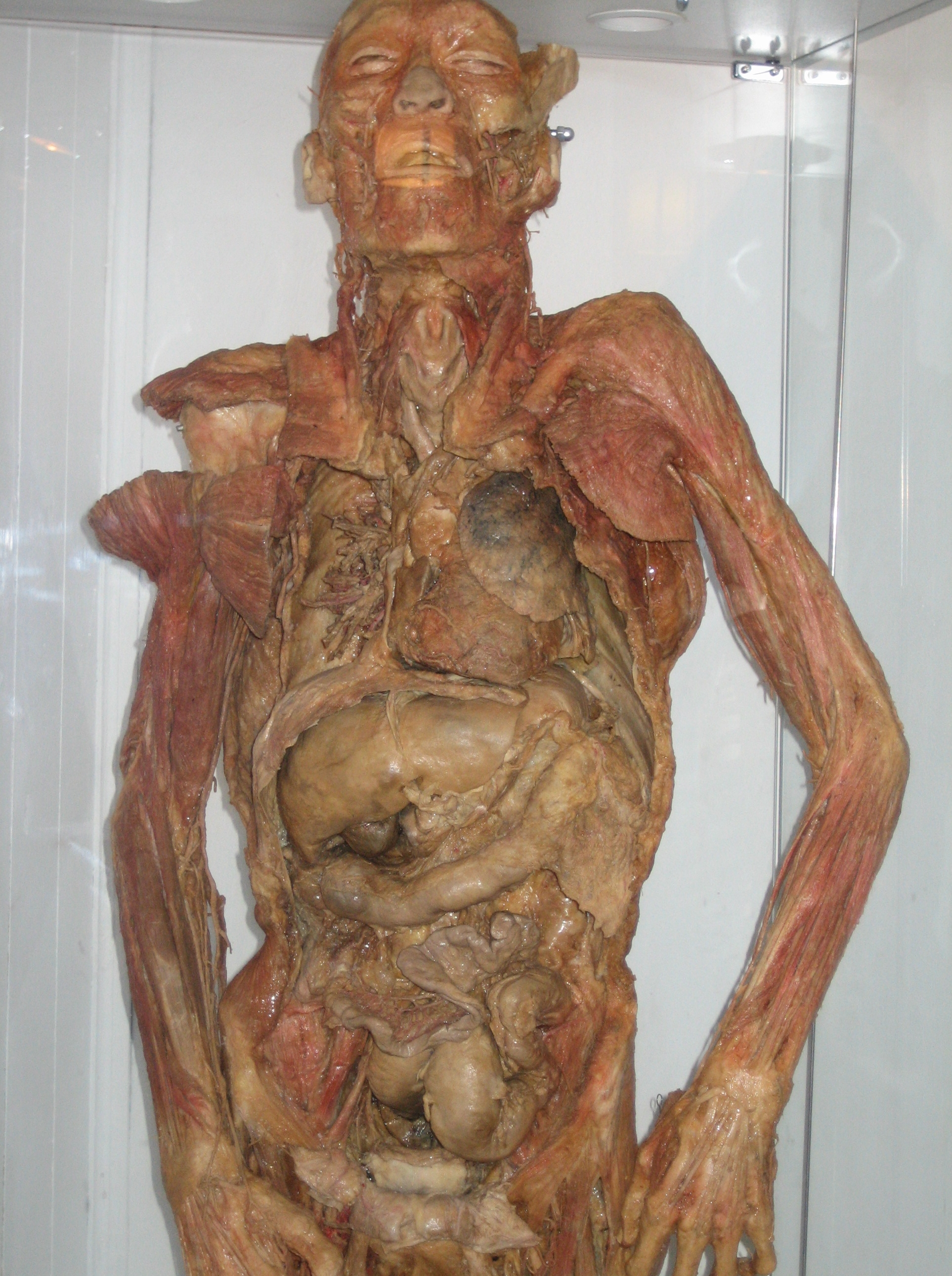
Präparat im Estnischen Gesundheitspflegemuseum in Tallinn

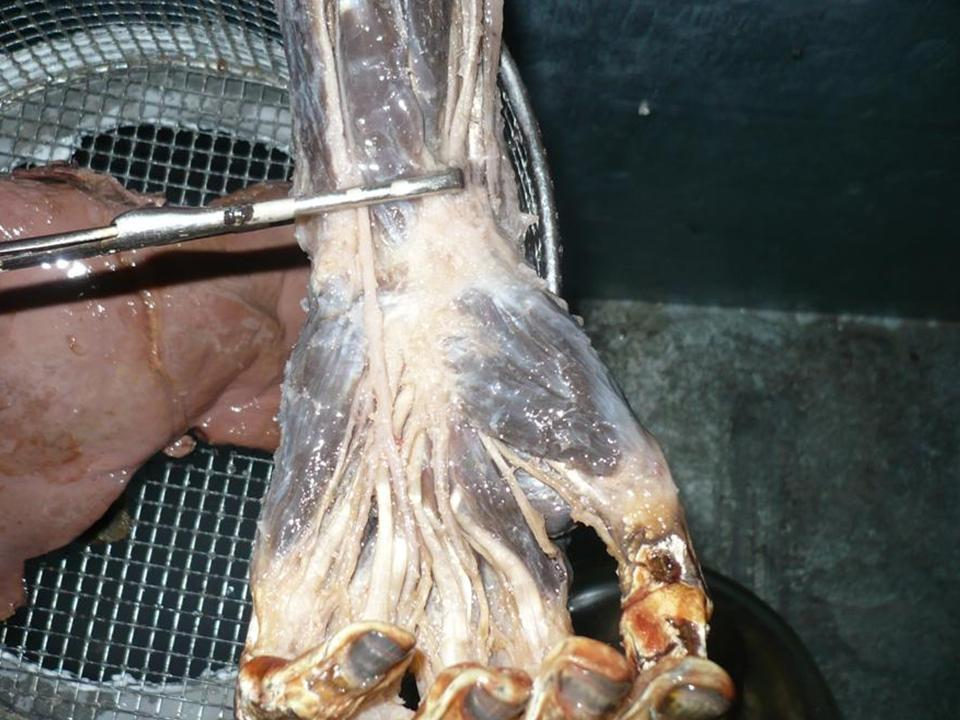
Plastination einer Hand

Die Plastination ist ein Konservierungsverfahren für verwesliche biologische Präparate, das vor allem bei der anatomischen Präparation von Körpern und Körperteilen Verwendung findet.
Das Studium der Medizin und der Tiermedizin beinhaltet ebenso wie das Biologiestudium Inhalte zur makroskopischen Anatomie, die auf Anschauungsmaterial z. B. einzelner Organen sowie Scheibenpräparate angewiesen sind. Durch Plastination mit Spezialsilikonen und Polyesterpolymeren kann der langfristige Erhalt eines Präparates sichergestellt werden, wodurch besonders gelungene Sektionsergebnisse dauerhaft fixiert werden. Obwohl Plastinate keine Obduktion ersetzen können, gelten sie mittlerweile auch in Fachkreisen als hilfreiche Ergänzung bei der anatomischen Ausbildung.
Die Plastination wurde im Anatomischen Institut der Universität Heidelberg von Gunther von Hagens entwickelt und erhielt 1978 eine Patenterteilung. Die Methode, Wasser aus den Zellen im Vakuum durch Kunststoff zu ersetzen, ist schon viele Jahre in der Histologie bekannt. Hagens’ Verfahren ermöglichte erstmals die Konservierung sehr großer organischer Präparate, wie eines Blauwalherzens, oder eines ganzen Elefanten.
Mittlerweile gibt es eine Reihe von kommerziellen Anbietern, die Plastinate für Bildungseinrichtungen und interessierte Privatleute vertreiben, sowie mehrere Ausstellungen, die Plastinate von Menschen, Tieren und Organen an unterschiedlichen Orten zur Schau stellen.

## Plastinate

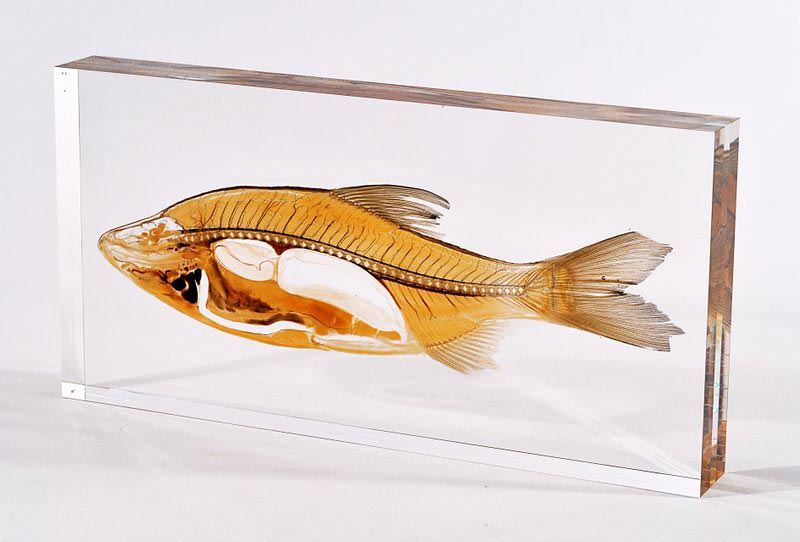
Scheibenplastinat in Acryleinbettung

Bei der Plastination wird das in den Zellen vorhandene Wasser durch Kunststoff (Polymere, z. B. Silikone, Epoxidharze, Polyesterharze) ersetzt. Dadurch entstehen dauerhafte Präparate, die den natürlichen Gegebenheiten sehr nahekommen. Oberflächen und Strukturen werden unverändert dargestellt. Die Farben gehen bei dem Verfahren zunächst verloren und müssen künstlich, z. B. durch die Verwendung von Berliner Blau, wiederhergestellt werden.
Im Vergleich mit mumifizierten Leichen (Mumie), Wachsmodellen (La Specola, Florenz, Zoologisches Museum) oder in Formaldehyd konservierten Leichenteilen sind die Plastinate in der normalen Umgebung (Licht, Zimmertemperatur und mechanische Belastung) geruchsfrei und über lange Zeit haltbar. Sie sind ein Beitrag zur anatomischen Ausbildung von Ärzten und Laien.
Generell sind zwei Arten zu unterscheiden:
- Scheibenplastinate: Längs- oder Querschnitte durch ein Organ oder eine Körperpartie, die hintereinander betrachtet wieder eine räumliche Vorstellung der Lage und Lageveränderung eines Organs in Bezug zur Nachbarschaft ergeben oder gezielt den Verlauf anatomischer Strukturen in einem einzelnen Schnitt verdeutlichen. Die Scheiben sind durchscheinend und nicht berührungsempfindlich.
- Vollplastinate: ganze Organe oder Leichen. Eventuell sind tortenstückartige oder schubladenförmige Einschnitte angebracht, die den Einblick in das Organinnere ermöglichen.

## Verfahren

Schema

Das Verfahren läuft prinzipiell in vier Stufen ab:
1. Der erste Schritt ist die Fixierung in Formalin oder farberhaltenden Zubereitungen, welche das Gewebe stabilisieren und dadurch die Schrumpfung minimieren. Außerdem verhindert die Fixierung den Zerfall des Gewebes bei einer eventuell erforderlichen Präparation. Diese dient zur Freilegung und damit Darstellung bestimmter Strukturen mit Skalpell und Pinzette. Präparate für die („primäre“) Scheibenplastination werden jetzt auf einer Bandsäge oder mit einer anderen Schneidemaschine zerschnitten.
2. Bei dem sich anschließenden Gefrieraustausch und der Entfettung wird dem Präparat in einem −25 °C kalten Aceton-Bad das Gewebewasser entzogen. Das Wasser gefriert, das Aceton löst erst das Wasser, dann gegebenenfalls bei Raumtemperatur das Fett heraus. Bei Bedarf wird noch gründlicher mit Dichlormethan entfettet, welches einen höheren Dampfdruck als Aceton hat. Wasser und Fett sind nun durch Aceton ersetzt.
3. Der dritte Schritt und der eigentliche Kern der Plastination ist die forcierte Imprägnierung. Hierbei wird das Präparat in einer Kunststofflösung unter Vakuum gesetzt. Durch den hohen Dampfdruck beginnt das Aceton zu sieden und „perlt“ aus dem Präparat heraus. Dadurch entsteht ein Volumendefizit, sodass das gleiche Volumen an Kunststoff ins Gewebe hineingesaugt wird. Das Präparat ist danach vollkommen mit Kunststoff durchtränkt und wird eventuell in die anatomisch richtige Stellung gebracht.
4. Der letzte Schritt ist die Härtung. Die Kunststoffe werden jetzt je nach Kunststoffart durch Wärme, UV-Licht oder gasförmigen Härter auspolymerisiert. Bei der „sekundären Scheibenplastination“ wie auch bei der „Tissue Tracing Technique“ erfolgen entscheidende Bearbeitungsschritte nach Abschluss der Härtung. Komplett plastinierte Körperteile, dicke Scheiben oder Blöcke werden bei der sekundären Scheibenplastination in dünne parallele Scheiben geschnitten oder bei der Tissue Tracing Technique gezielt so geschliffen und zugeschnitten, dass anatomische Strukturen in Scheibenplastinaten verfolgt werden können.

## Einschränkungen und Nachteile

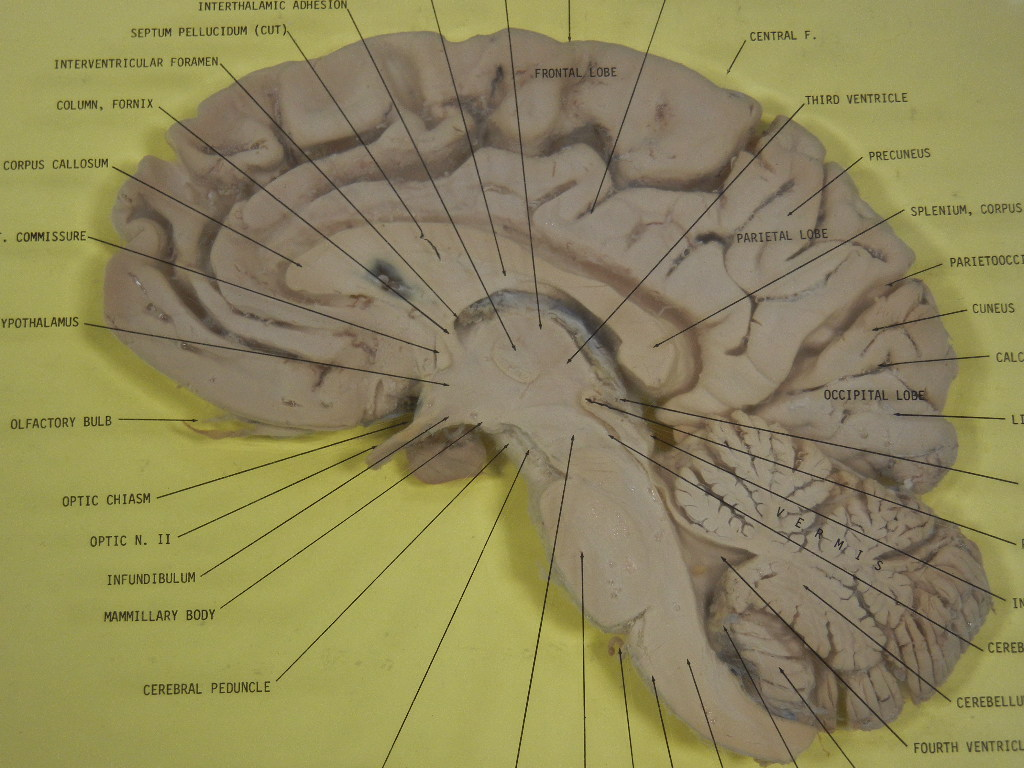
Plastiniertes Gehirn mit unzureichender farblicher Kontrastierung von grauer und weißer Substanz

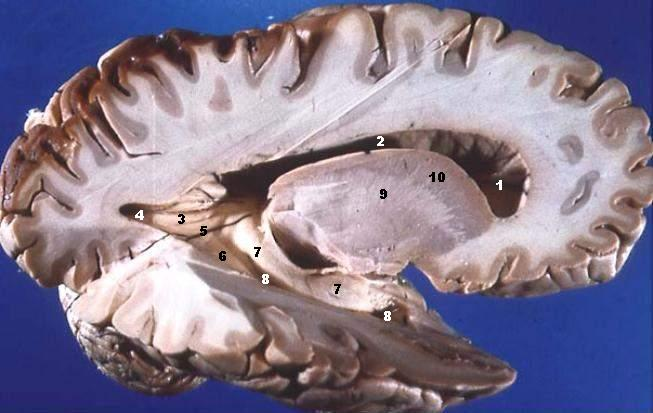
Frisch obduziertes Gehirn: der Unterschied zwischen grauer und weißer Substanz ist deutlich erkennbar

Um Ergebnisse zu fixieren, die dem frischen Zustand des Präparats nach der Plastination möglichst nah kommen, sind die Auswahl der Technik sowie die verwendeten Substanzen entscheidend. So eignen sich beispielsweise Polyesterpolymere, wie P 40, besonders gut für Scheibenpräparate von Köpfen, die einen Gehirnschnitt enthalten. Dabei profitiert das Ergebnis von der Kombination unterschiedlicher Plastinationssubstanzen, da Muskeln und Gehirn sich in Struktur und Reaktion deutlich unterscheiden und die graue Substanz sich optisch von der weißen abheben soll. Bereits 2002 wurde an der Universität Leipzig zur Verfeinerung der entsprechenden Plastinationstechniken geforscht.
Präparate von optimaler Qualität und Anschaulichkeit entstehen nur, wenn sowohl die Techniken vom Präparator sicher beherrscht werden, als auch die Auswahl der verwendeten Materialien auf das Exponat abgestimmt ist.
Nachteile des Verfahrens sind die hohen Kosten für die Kunststoffe, sowie die benötigten Geräte (explosionsgeschützte Tiefkühltruhe, Vakuumkammer, Vakuumpumpe) und der hohe Verbrauch an Entwässerungsmedien.

## Weitere Anwendungsgebiete
Ähnliche Verfahren werden schon seit längerem in der Archäologie verwendet, insbesondere, um aus dem Wasser geborgene Gegenstände, die durch Austrocknen Schaden nehmen würden, zu erhalten. Ein bekanntes Beispiel ist das Wrack des Schiffes Vasa im Hafen von Stockholm. Dort musste das Verfahren über einen sehr langen Zeitraum gestreckt werden, um das umgebende Material zu schonen.

## Alternative Verfahren
In der Anatomie werden schon seit Jahrzehnten Verfahren angewendet, die ähnliche Resultate hervorbringen.
Bei der Paraffinierung (Durchtränkung mit Paraffin) werden die fixierten Präparate mit ansteigenden Konzentrationen von Ethanol („Aufsteigende Alkoholreihe“) oder per Gefrieraustausch entwässert und in Ether eingelegt. Danach werden sie im Wärmeschrank bei 55 °C in eine gesättigte Lösung von Paraffin eingelegt. Der Ether verdunstet und die Paraffin-Konzentration steigt bis auf nahezu 100 %. Nach der Abkühlung sind die Präparate bereits fertig. Das Verfahren ist hinsichtlich der Material- und Gerätekosten günstig. Nachteile sind der Arbeitsaufwand, die Brennbarkeit, Explosivität und narkotische Wirkung des Ethers, eine stärkere Schrumpfung, ein Dunkelwerden der Farben und die mangelnde Festigkeit des Paraffinats.
Ein weiteres Verfahren ist die Polyethylenglykol-Methode. Polyethylenglykol (PEG) ist wasserlöslich, weswegen auf ein Zwischenmedium verzichtet werden kann. Die zu imprägnierenden Präparate werden nach der Fixierung in höhermolekulares PEG eingelegt. Nach erfolgter Durchtränkung und abschließendem Abtropfen kann das Präparat verwendet werden. Dies ist ein einfaches und billiges Verfahren, eine Gesundheitsgefährdung durch PEG besteht nicht. PEG ist allerdings hygroskopisch, die Präparate sind nie ganz trocken.

## Internationale Gesellschaft für Plastination
Die internationale Gesellschaft für Plastination International Society For Plastination (ISP) wurde 1986, während der 3. Internationalen Plastinationskonferenz in San Antonio, Texas, von Harmon Bickley gegründet, der bis 1995 auch den Vorsitz übernahm. Zu den Zielen des Gesellschaft zählt der internationale Austausch über Plastinationstechniken, die Professionalisierung, das Anbieten von Fortbildungen Erfahrungsaustausch der Mitglieder untereinander.
Die internationale Gesellschaft für Plastination gibt seit 1987 eine Fachzeitschrift, das Journal of Plastination, heraus. Im Jahr 2021 erschien die 33. Ausgabe. Ein Teil der Artikel ist frei verfügbar und kann (im pdf-Format) online abgerufen werden.

## Universitäten, Werkstätten und sonstige Einrichtungen
Mittlerweile gibt es zahlreiche kommerzielle Anbieter anatomischer Plastinate, die sich nicht nur an Bildungseinrichtungen wenden, sondern diese auch als Dekoration anbieten.
Dabei gibt es sowohl kleine Anbieter, mit einem überschaubaren Angebot an Präparaten als auch Großunternehmen wie das Plastination Lab in Michigan, USA, die sich insbesondere an Bildungseinrichtungen wenden.

### Plastination an der Medizinische Universität Wien, Österreich
Obwohl seit 2015 ein dreistelliger Unkostenbeitrag bezahlt werden muss, verfügt die Medizinische Universität Wien über den weltweit größten Pool an Körperspendern. Die rund 40.000 Interessenten möchten nach dem Tod einen Beitrag zur Aus- und Weiterbildung leisten und wissen, dass ihre Körper nicht nur für medizinische Sezierkurse benötigt werden, sondern zum Teil auch plastiniert werden.
Die Website der Uni bietet online zahlreiche Informationen und Anschauungsmaterialen, sowie ein Tutorial zum Thema Plastination an.

### Grand Valley State University, USA
An der Grand Valley State University in Michigan begann 2007 mit der Erforschung der Plastination und 2013 mit der Herstellung unterschiedlicher Präparate. GVSU, aufgerufen am 14. Oktober 2021
Im Fachbereich der biomedizinischen Wissenschaft (biomedlical science) gibt es unterschiedliche Angebote für Studierende, die sich in Plastinationspraktiken ausbilden lassen möchten.

### Plastinarium, Guben, Deutschland

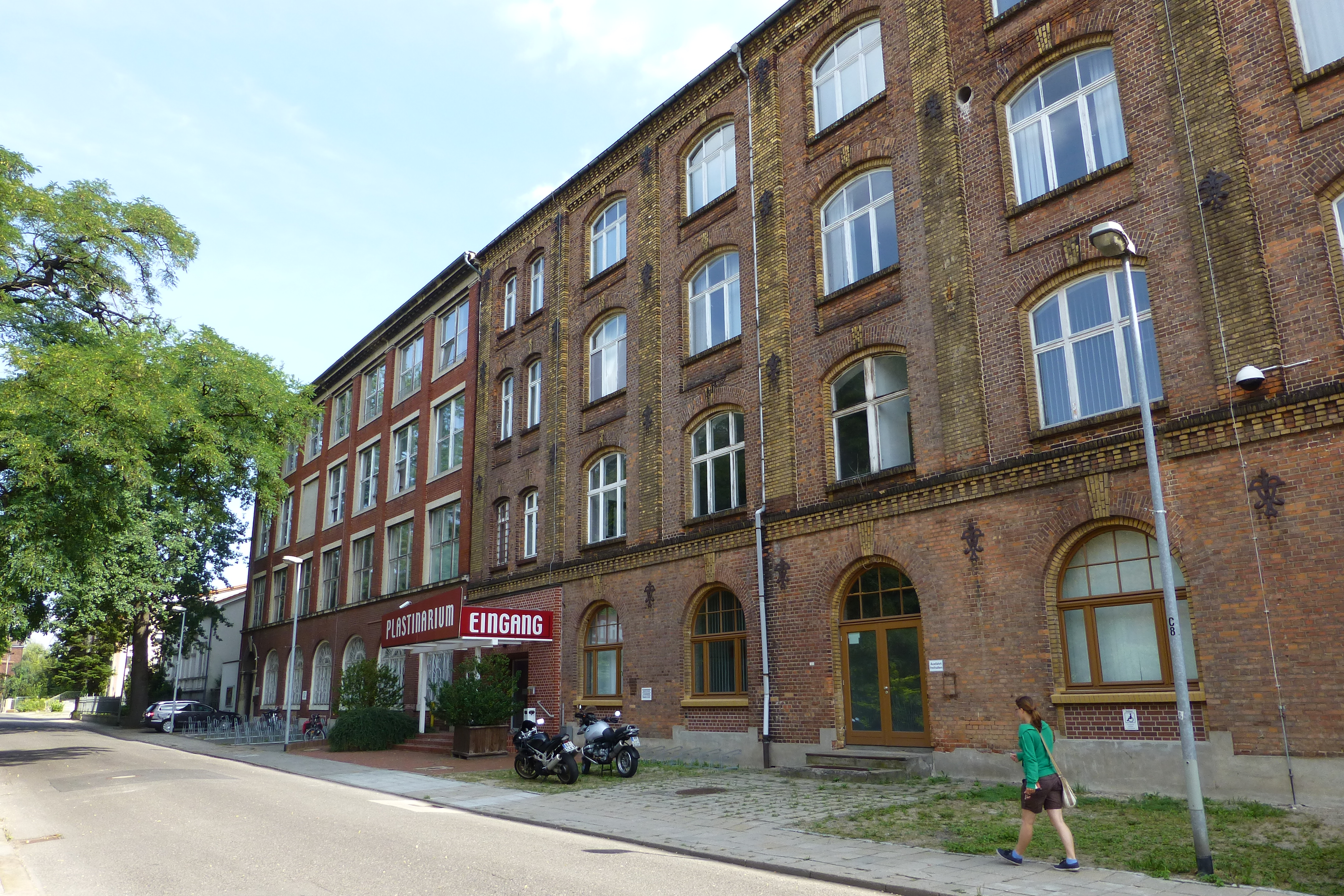
Gubener Museum und öffentliche Werkstatt Gunther von Hagens

In Guben (Brandenburg) wurde 2006 nach einigen Verhandlungen eine neue Einrichtung zur Produktion und zur Ausstellung von Plastinaten eröffnet: das Plastinarium. In Ergänzung zu der Ausstellung „Körperwelten“ kann man im Plastinarium in einer Schauwerkstatt bei der Herstellung der Plastinate direkt dabei sein. Außerdem gibt es eine Einführung in die Anatomiegeschichte. Ab 2007 wurden in Guben Scheibenplastinate produziert.
Obwohl trotz kurzzeitiger Schließung im Dezember 2008 über einhunderttausend Interessierte aus 45 Ländern bis 2010 das Areal besuchten, brachte es nicht den erwarteten wirtschaftlichen Erfolg. Das Konzept wurde geändert. Das neu entstandene „Anatomische Kompetenzzentrum“ gliedert sich auf 3000 m² danach in drei Bereiche:
1. die Lernwerkstatt (hervorgegangen aus der ehemaligen Präparationswerkstatt) für Ärzte, Studenten, medizinische Unternehmen;
2. die erweiterte Anatomieausstellung (Mensch und Tier) und
3. Schauraum mit Körperwelten-Ausstellung und Verkaufsabteilung für menschliche und tierische Plastinate.[17][18]

## Ausstellungen

### Wanderausstellungen
Außerhalb der Fachwelt bekannt wurde die Plastination durch die Wanderausstellung „Körperwelten“, in der zahlreiche derartige anatomische Präparate sowie einige fast komplette Körperspenden öffentlich präsentiert werden. Diese Präparate sind immer anonym und zum Teil auch, um den Darstellungszweck optimal zu erreichen, aus verschiedenen Körpern zusammengestellt.
Eine weitere erfolgreiche Plastinations-Ausstellung ist die Ausstellung Dirk Piper’s Art of Bodies / Die Welt der Körper, die neben Humanpräparaten hauptsächlich mit tierischen Plastinaten befasst. Hier werden u. a. bekannte Tierkrankheiten (z. B. Hufrehe) dargestellt. Integriert ist die Ausstellung: Vom Tatort zur Rechtsmedizin / Forensik und Leonardo Da Vinci - „Anatomische Zeichnungen“. Die Ausstellung hatte Premiere im Juni 2009 und war als Wanderausstellung bis 2015 geplant. Für Kontroversen sorgte unter anderem die Ankündigung eine Drogentoten, sowie einen an HIV Erkrankten ausstellen zu wollen. Mitunter wurde auch Piper die notwendige Erlaubnis zum Ausstellen seiner Exponate verwehrt.
Die Ausstellung Bodies Revealed des US-amerikanischen Veranstalters Premier Exhibitions aus Atlanta ist ebenfalls mit einer Wanderausstellung vertreten. Ähnlich wie bereits Gunther von Hagens, gingen auch hier Vorwürfe hinsichtlich der Herkunft von Körperspendern aus China durch die Presse, als die Ausstellung 2009 in Birmingham gastierte. Dem Veranstalter gelang es jedoch das Konzept von Bodies Revealed aufrechtzuerhalten und die Ausstellung u. a. im Science Museum Oklahoma zu zeigen.
Ebenfalls aus den Vereinigten Staaten stammt Bodies: The Exhibition eine Plastinationsausstellung, die zuerst 2005 im Museum of Science and Industry in Tampa, Florida gezeigt wurde. Kurator Dr. Roy Glover war an der Gründung des Polymerlabors MI Plastination Lab beteiligt, das mit einer Plastinationsmethode von Dow Corning Plastinate für Bildungseinrichtungen wie Universitäten herstellt und vertreibt.

### Plastinationsausstellungen mit festen Standort
Körperwelten ist mittlerweile mit festen Standorten in Amsterdam, Berlin und Heidelberg vertreten.

## Kritik
Seit 2004 gibt es Medienberichte, dass Leichen von chinesischen Hinrichtungsopfern für Plastinationen verwendet wurden, erstmals in Bezug auf von Hagens (siehe hier). Der Vorwurf wurde 2007 anlässlich einer Ausstellung von Bodies Revealed in Pittsburgh (Vereinigte Staaten) erneut publiziert. Laut der Menschenrechtsorganisation Dui Hua Foundation wurden 2007 in China zwischen 5000 und 6000 Personen exekutiert. Rund ein Drittel der plastinierten Körper, die die Dalian Medical University Plastination Ltd. (2005 umfirmiert zur Dalian Hoffen Bio Technique Co. Ltd) zu einem Stückpreis von 200 bis 300 US-Dollar angekauft hat, stammten von Exekutierten. Ein Vorteil für den Standort Dalian in Bezug auf die Beschaffung von Leichen ist, dass in der Stadt drei Zwangsarbeitslager existieren. Da die chinesische Regierung medial unter Druck kam, dass die Leichen von eher jungen Leuten, Gefangenen, ethnischen und religiösen Minderheiten für die Plastination verwendet wurden, erließ sie 2006 ein „Moratorium“, um den Handel und kommerzielle Verwendung von Körperteilen und zu transplantierenden Organen einzudämmen. Trotzdem erreichten weiterhin Lieferungen mit importierten Leichenteilen die Vereinigten Staaten, da man sie als „Plastikmodelle für den Anatomieunterricht“ deklariert hatte.